# Genesis Motors

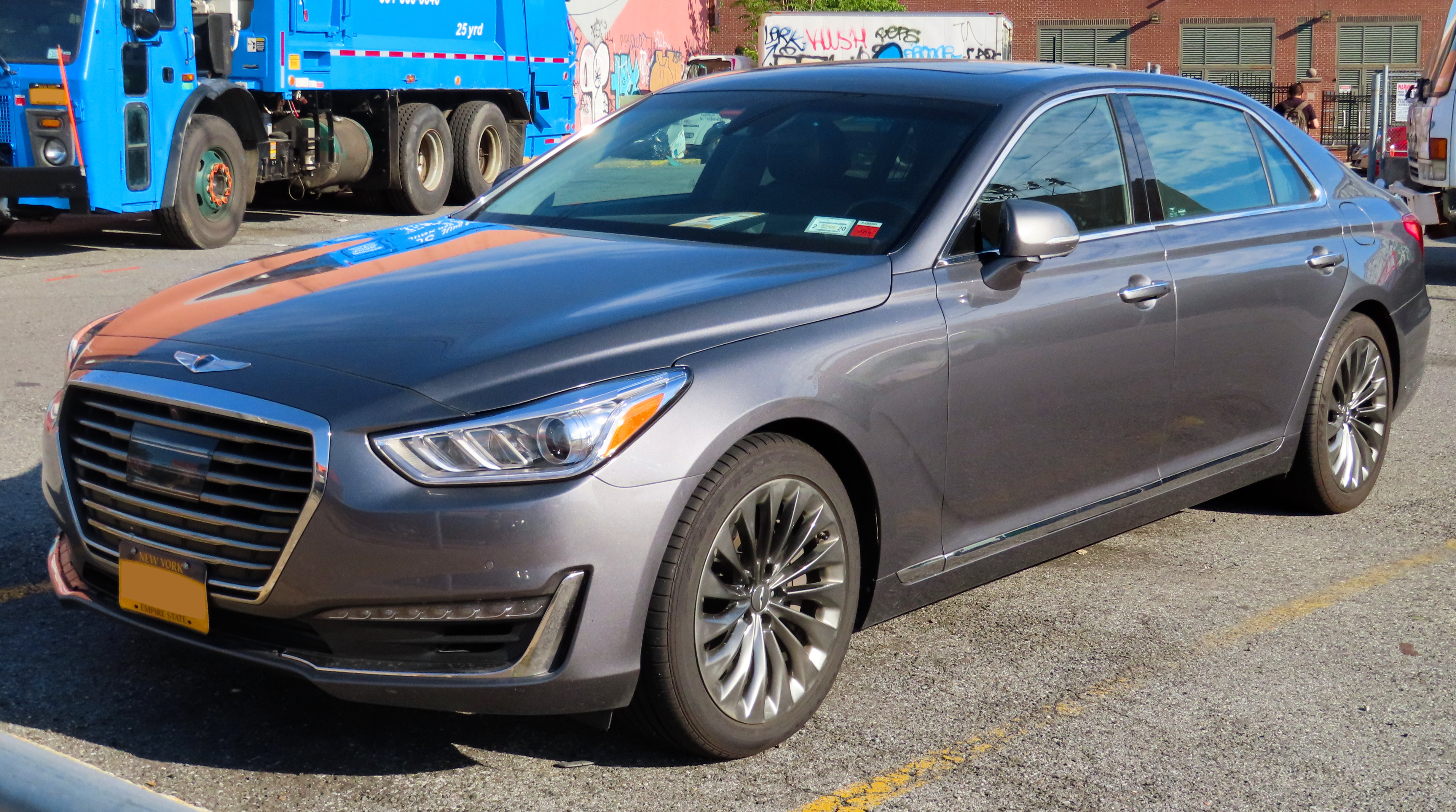
Genesis G90 (2015)

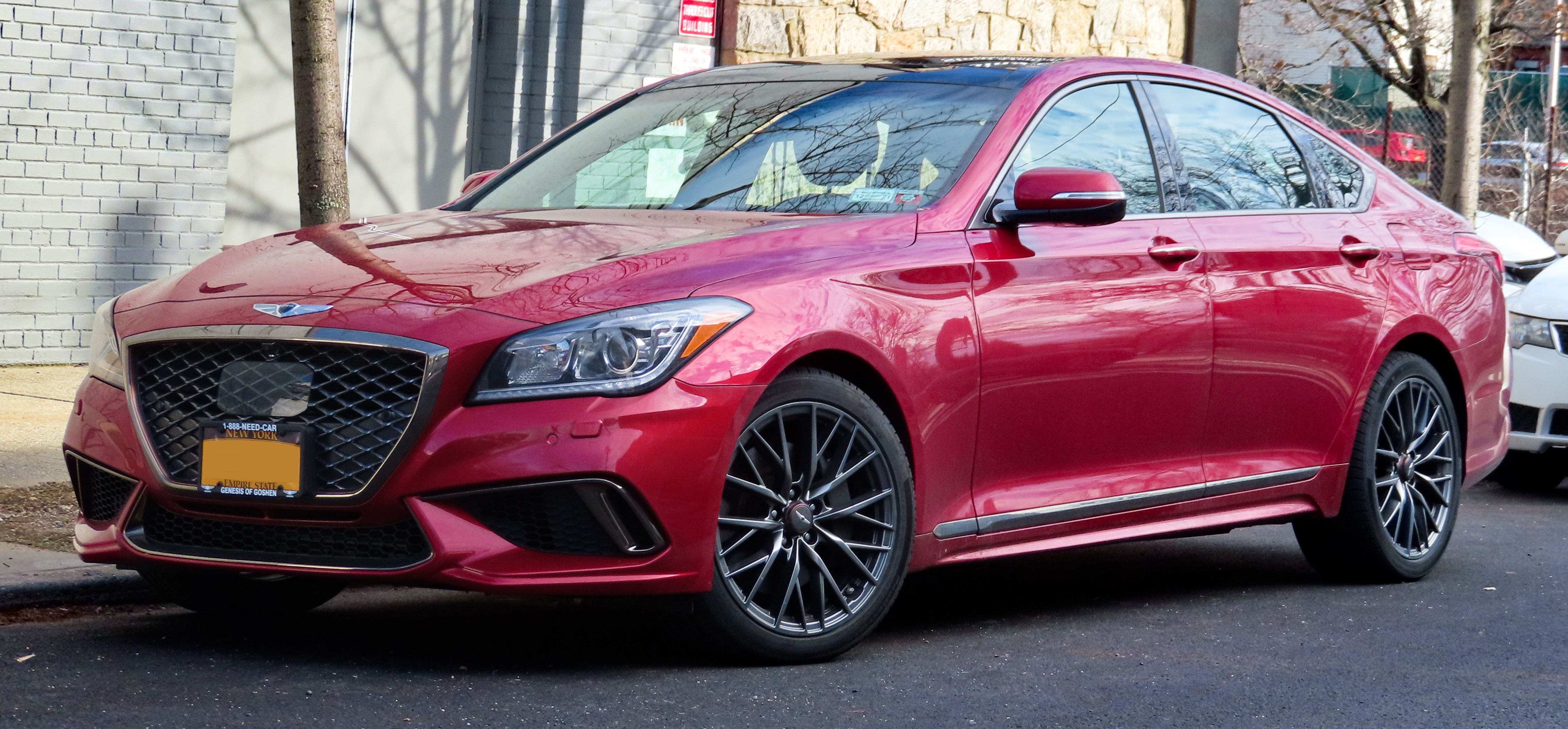
Genesis G80 Sport (2017)

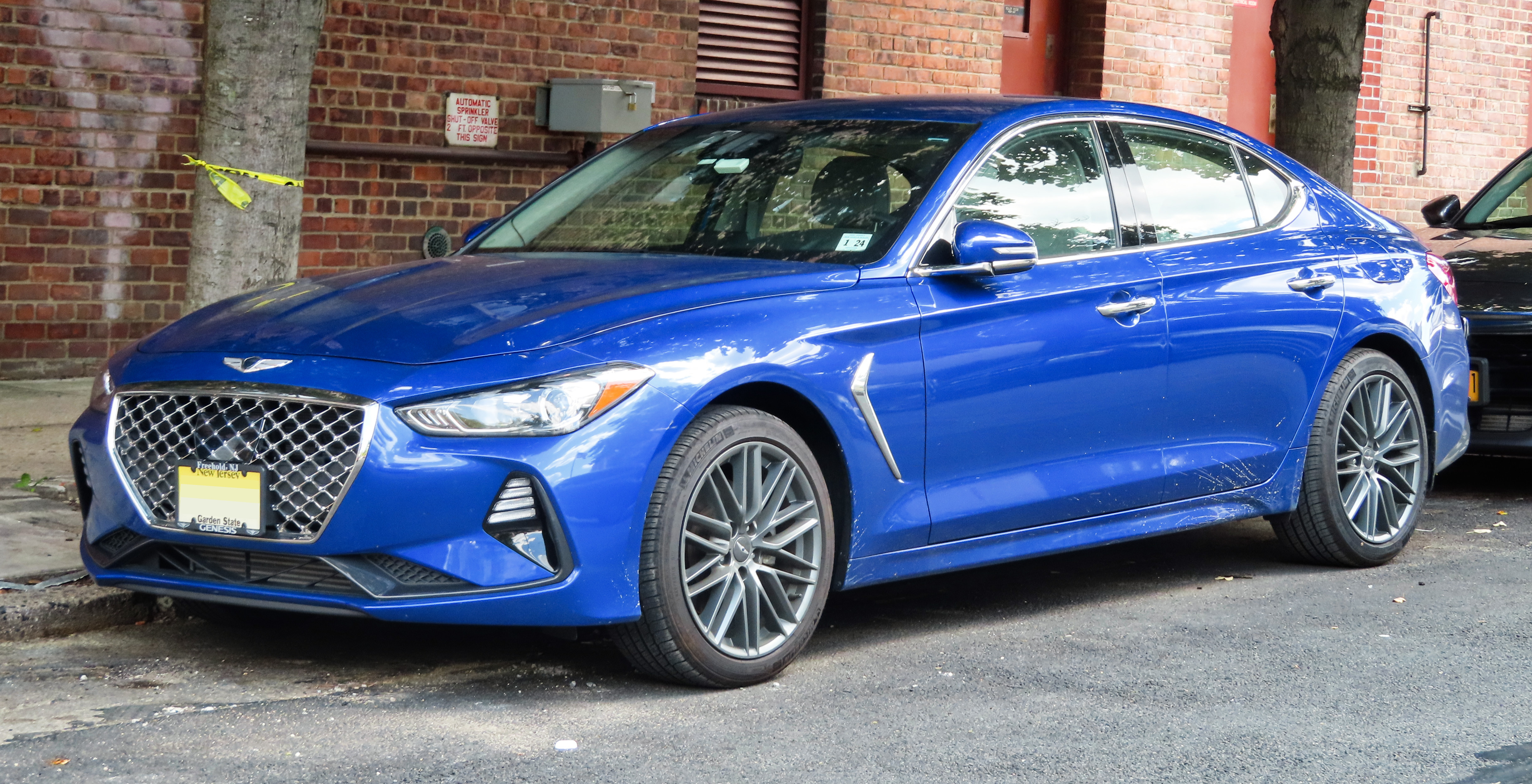
Genesis G70 (2018)

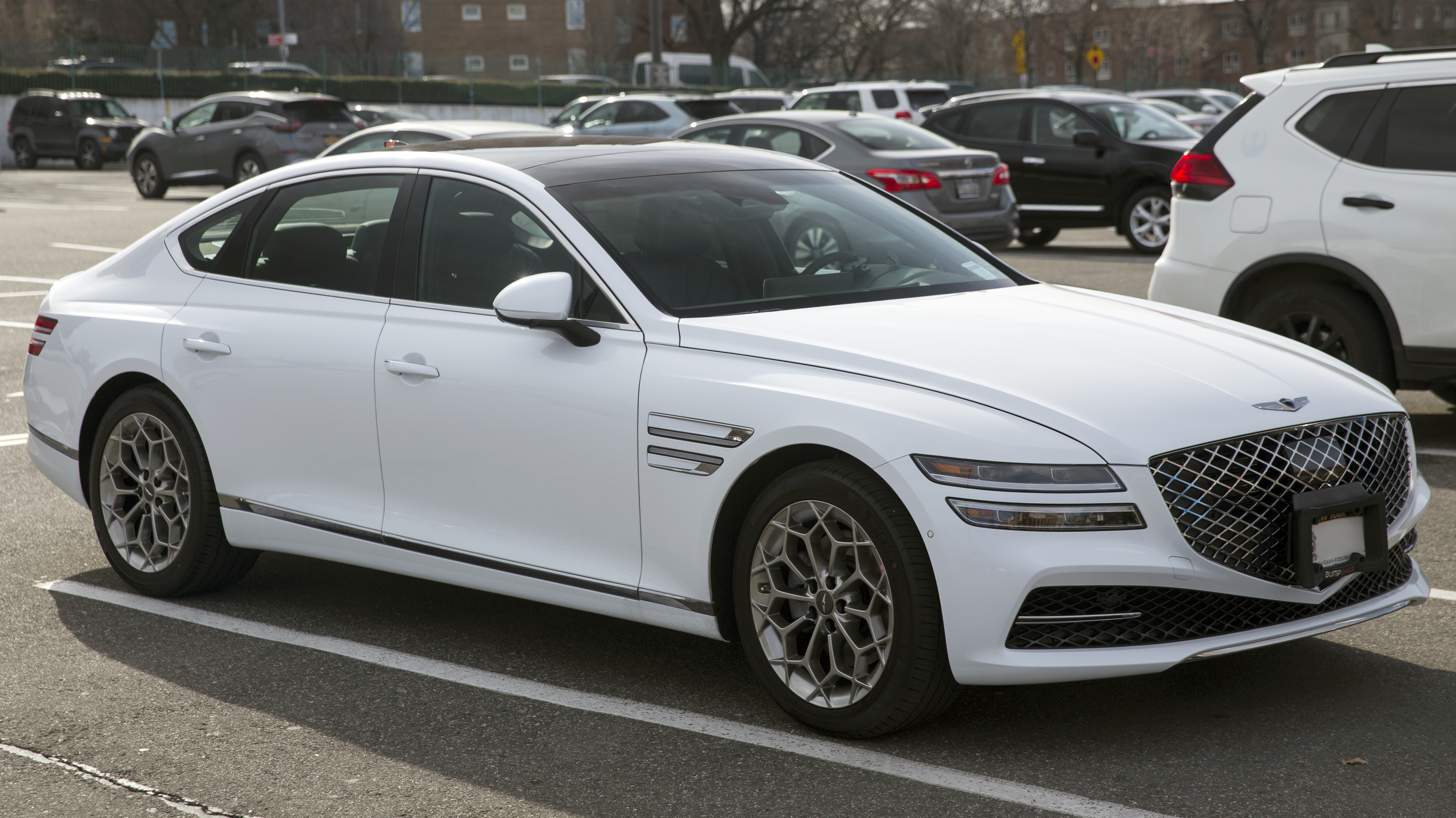
Genesis G80 (2020)

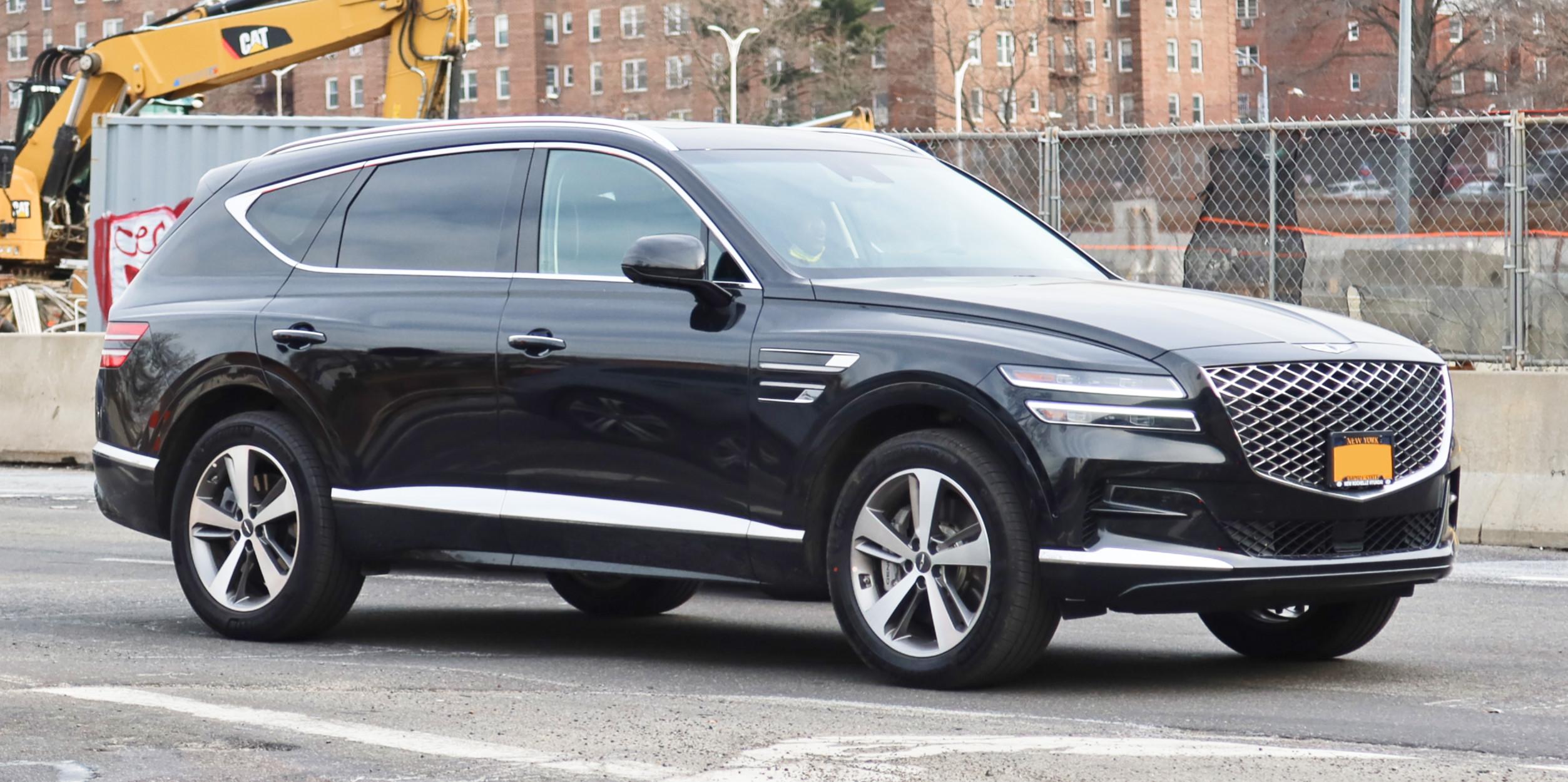
Genesis GV80 (2020)

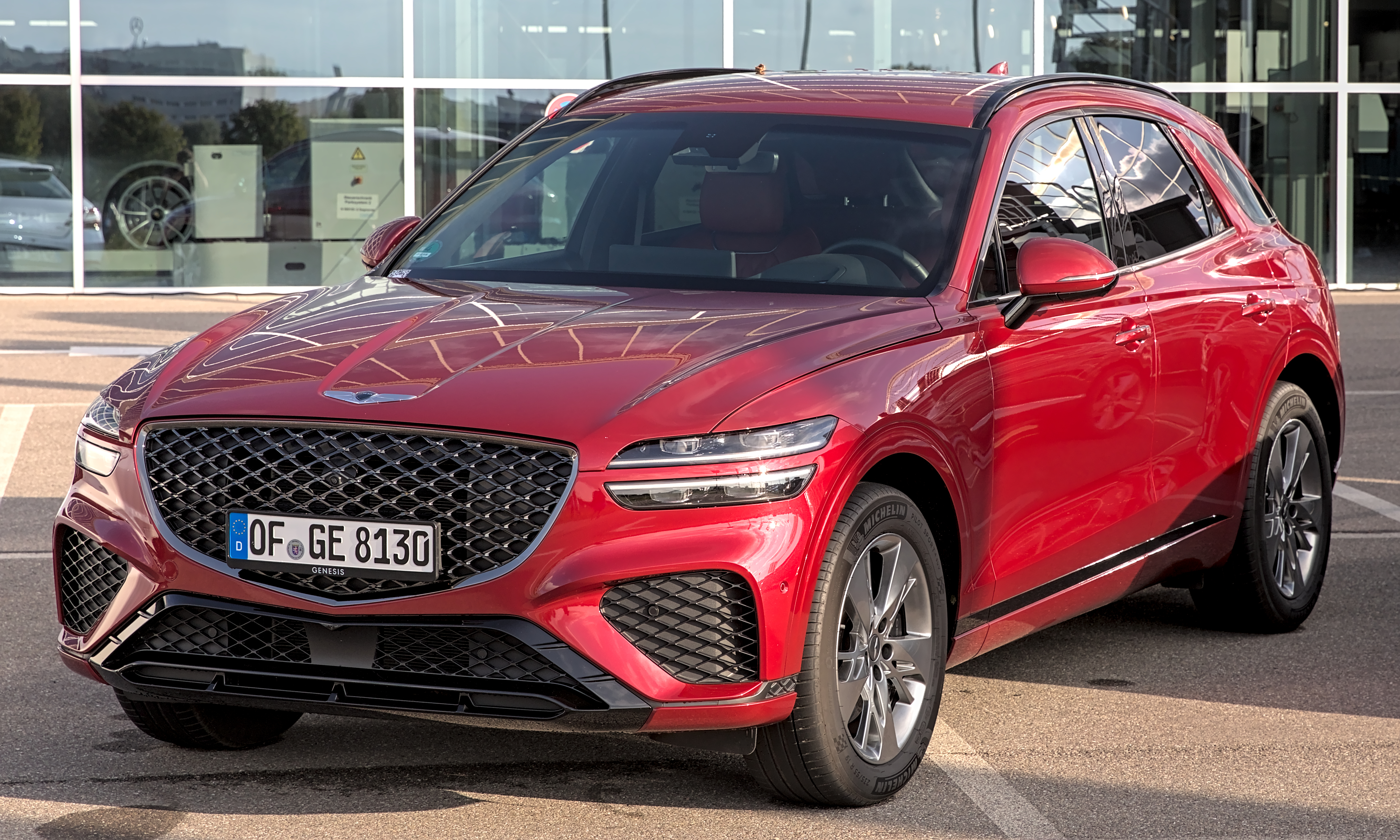
Genesis GV70 (2021)

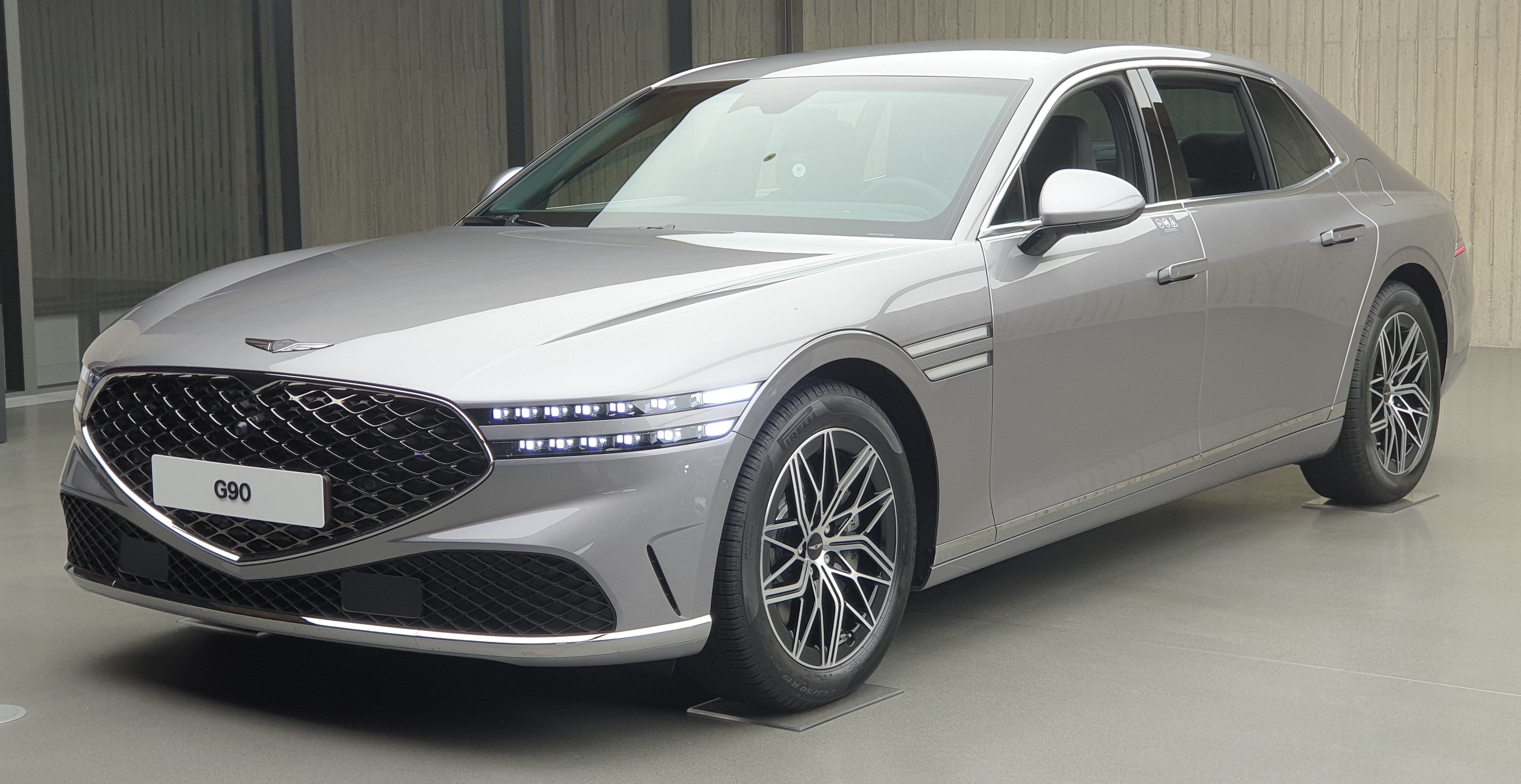
Genesis G90 (2022)

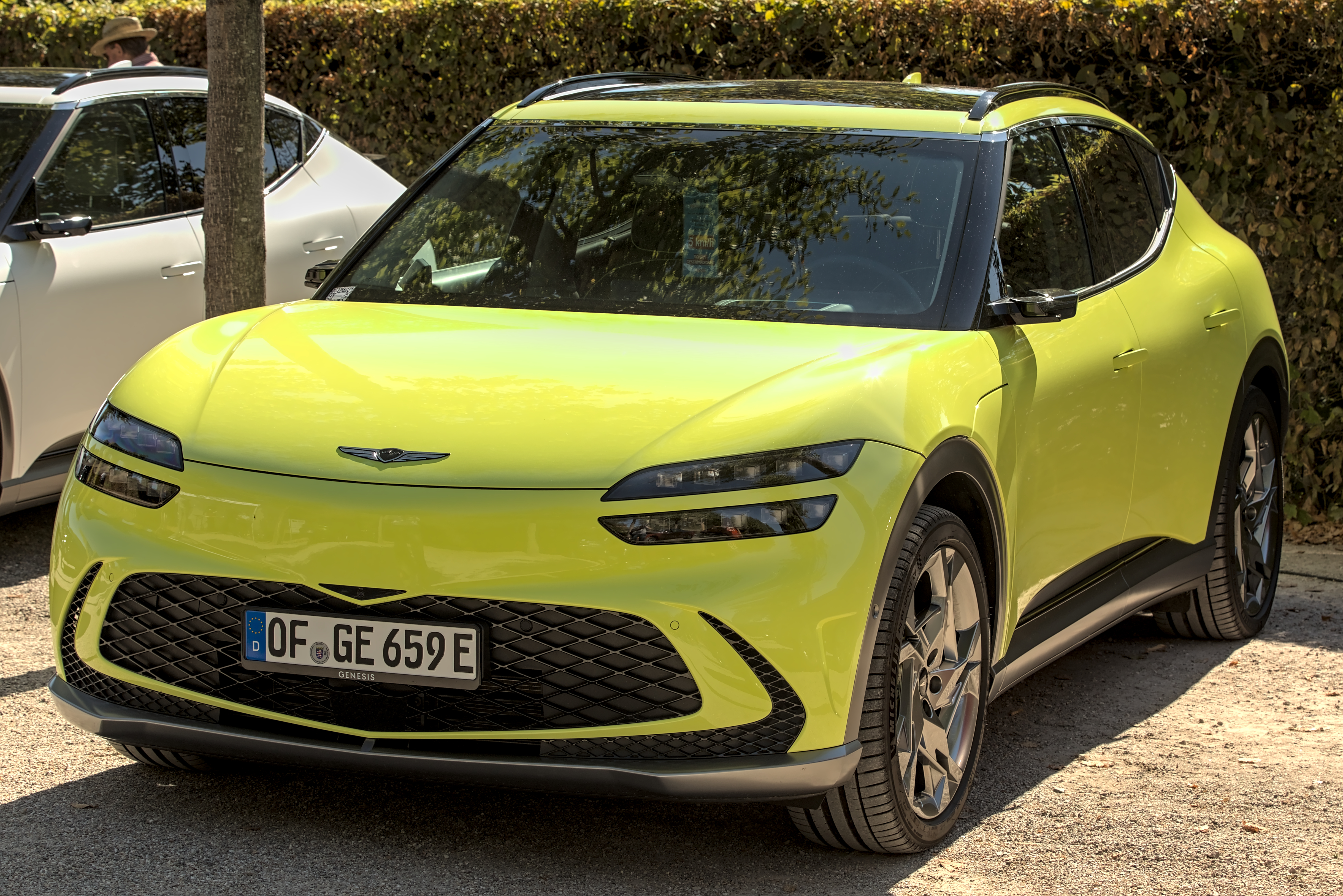
Genesis GV60 (2022)

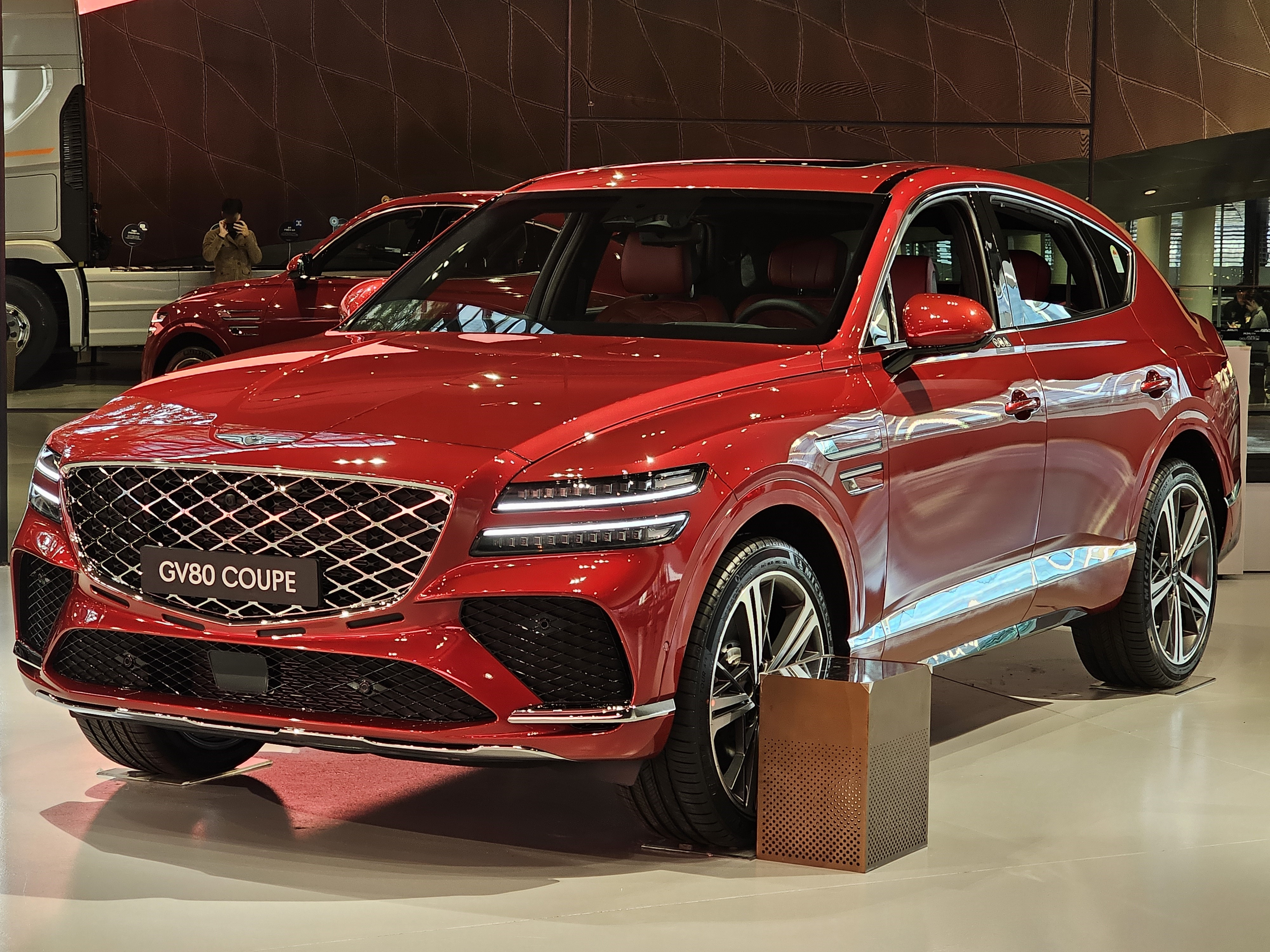
Genesis GV80 Coupe (2024)

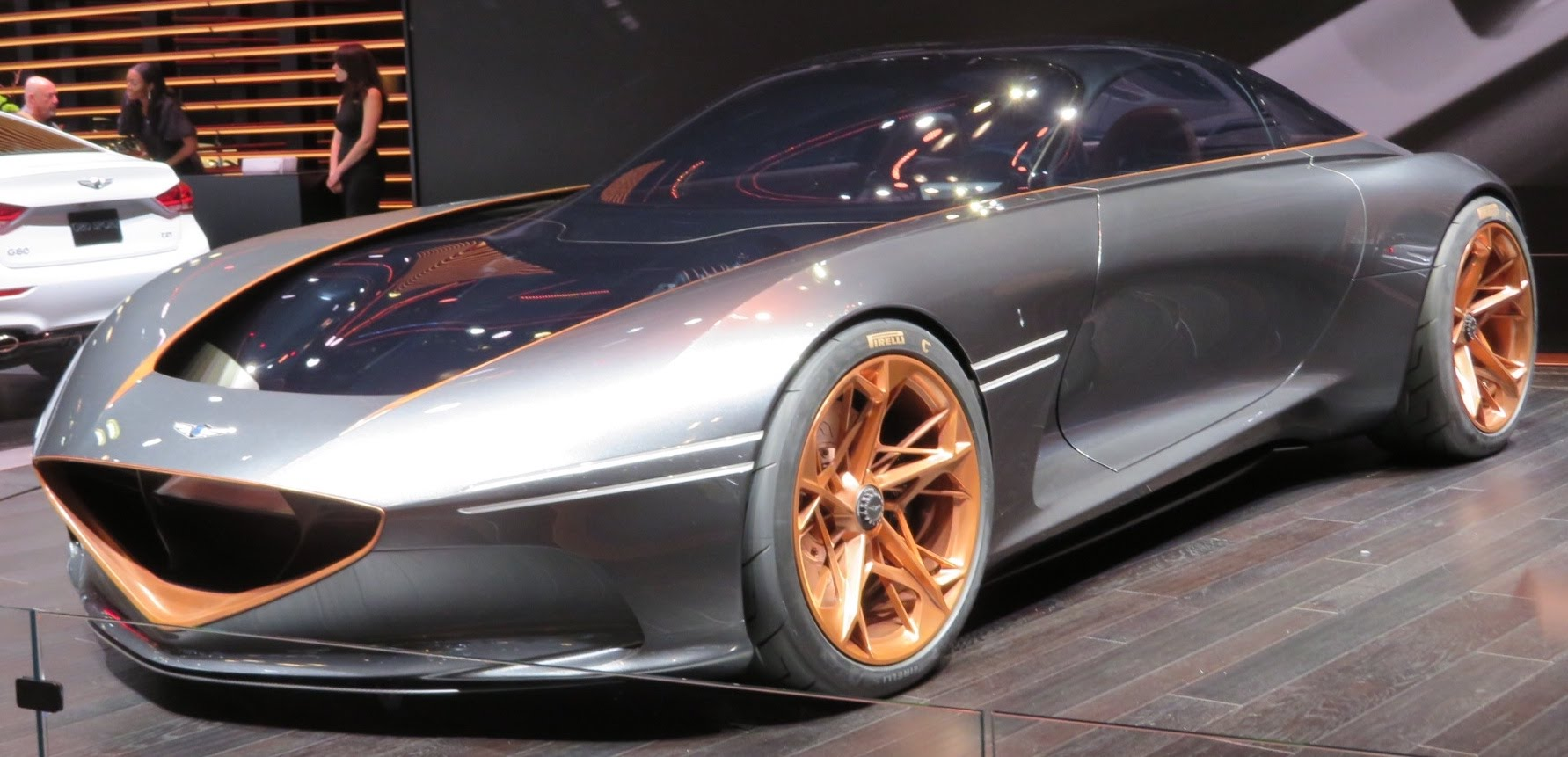
Genesis Essentia Concept

Genesis Motor – południowokoreański producent samochodów osobowych z siedzibą w Seulu działający od 2015 roku. Należy do południowokoreańskiego koncernu Hyundai Motor Group.

## Historia

### Linia modelowa Genesis
Po raz pierwszy nazwa Genesis została użyta przez Hyundaia w 2003 roku, zapowiadając rozwój projektu tylnonapędowego, luksusowego sedana pod kryptonimem Concept Genesis. Premiera Hyundaia Genesis odbyła się w styczniu 2008 roku podczas Detroit Auto Show, z kolei dwa miesiące później przedstawiono drugi model noszący tę nazwę – sportowe coupe, Genesis Coupe. W listopadzie 2013 roku zaprezentowano drugą generację limuzyny Genesis, będącą zarazem ostatnim w historii modelem noszącym tę nazwę jako element portfolio Hyundaia.

### Marka Genesis
4 listopada 2015 roku koncern Hyundai Motor Group oficjalnie ogłosił utworzenie nowej, oddzielnej względem dotychczasowego portfolio marki Genesis, która przyjmie funkcję filii zajmującej się oferowaniem luksusowych pojazdów klasy premium konkurencyjnych m.in. wobec Lexusa, Infiniti czy Mercedesa. Ogłaszając plany rozwoju marki Genesis, wskazano też model, na jakim będą powstawać nazwy kolejnych produktów, zawsze na początku z literą G.
Wśród czynników, które przekonały koncern Hyundaia do uczynienia z dotychczasowej linii modelowej Genesis oddzielnej marki znalazły się dobre wyniki sprzedażowe limuzyny Genesis, a także oczekiwania klientów wobec powstania samodzielnej filii Genesis. Pierwszym samochodem marki Genesis została przedstawiona w grudniu 2015 roku sztandarowa limuzyna G90, która w dotychczasowej linii Hyundaia zastąpiła model Equus. Miesiąc później, w styczniu 2016 roku model Hyundai Genesis przemianowano z kolei na nową nazwę, Genesis G80.

### Ekspansja rynkowa
Poza rodzimym rynkiem południowokoreańskim, z początkiem 2016 roku Genesis rozpoczęło sprzedaż na pierwszym rynku globalnym, Ameryce Północnej, z kolei rok później poszerzyło zasięg swoich operacji także o Rosję. W połowie 2019 roku koreańska marka pojawiła się w sprzedaży także w Australii i Nowej Zelandii, a pod koniec tego roku otworzyła także swoje przedstawicielstwo w Chinach.
Rozpoczęcie sprzedaży na rynku europejskim Genesis odłożył na późniejszy plan, tłumacząc to w czerwcu 2019 roku z racji wymagającej dla niszowych marek premium specyfiki i ówczesny brak w gamie SUV-ów. Nowe stanowisko w tej sprawie zabrano rok później, we wrześniu 2020 roku, ogłaszając oficjalne rozpoczęcie działalności Genesis Motors z początkiem 2021 roku, z pierwszym modelem w postaci średniej wielkości sedana G70, z czasem poszerzając się m.in. o SUV-y GV80 i GV70. Miesiąc później ogłoszono, że dowództwo nad europejską filią Genesisa przejmie były szef ds. sprzedaży Audi, Dominique Boesch.
Oficjalne informacje o wkroczeniu na rynek europejski przedstawiono na początku maja 2021 roku, informując, że wbrew wcześniejszym informacją gamę modelową na tym rynku w pierwszej kolejności utworzą modele G80 i GV80. Poczynając od lipca 2021 roku, pierwszymi rynkami zbytu w tym regionie zostanie Wielka Brytania, Niemcy oraz Szwajcaria, gdzie wybrano jednocześnie lokalizacje trzech pierwszych europejskich punktów dealerskich: Londyn, Monachium i Zurych.
W listopadzie 2018 roku Genesis przedstawiło nowy język stylistyczny autorstwa Luka Donkcerwolke’a przy okazji restylizacji topowej limuzyny G90, mający podkreślić całkowitą odrębność wizerunku pojazdów od marki Hyundai. W styczniu 2020 roku z kolei przedstawiono pierwszy pojazd opracowany od podstaw w nowym unikalnym wzornictwie marki Genesis, będący jednocześnie pierwszym SUV-em w historii firmy – model GV80. W grudniu 2019 roku Genesis zapowiedział przedstawienie pierwszego zbudowanych od podstaw samochodu elektrycznego na 2021 rok, z kolei połowie 2020 roku rozpoczęły się testy pierwszych zakamuflowanych przedprodukcyjnych prototypów pojazdu pod roboczą nazwą Genesis JW. Pojazd przyjął koncepcję crossovera konkurencyjnego wobec Jaguara I-Pace’a, debiutując pod nazwą Genesis GV60.
Jeszcze przed debiutem pierwszego zbudowanego od podstaw elektrycznego samochodu, w kwietniu 2021 przedstawiony został pierwszy produkcyjny samochód elektryczny marki Genesis w postaci napędzanego prądem wariantu limuzyny G80 o nazwie Electrified G80. Nieco ponad dwa lata później, we wrześniu 2023 roku Genesis przedstawił kolejny model, wariację na temat GV80 z łagodniej opadającym dachem pod nazwą GV80 Coupe. W marcu 2024 zaprezentowano z kolei nową linię limitowanych i budowanych na specjalne zamówienie wariacji istniejących produktów "Magma", wyróżniając się m.in. mocniejszymi układami napędowymi i charakterystycznym, pomarańczowym lakierem.

### Wyróżnienia
Genesis Motors zdobyło ważne wyróżnienia na kluczowym rynku Stanów Zjednoczonych. W lutym 2018 roku marka została uznana w rankingu konsumentów przeprowadzonym przez magazyn Consumer Reports za najlepszego producent samochodów premium, odbierając pierwszą lokatę Audi. W czerwcu tego samego roku prestiżowa agencja analityczna J.D. Power uznała markę za oferującą najwyższą jakość produktów we wstępnym badaniu jakości, z kolei dwa lata później, w kwietniu 2020 roku ta sama agencja uznała Genesis za najbardziej niezawodną markę w Ameryce Północnej.

## Modele samochodów

### Obecnie produkowane

#### Samochody osobowe
- G70
- G80
- G90

#### Samochody elektryczne
- Electrified G80
- GV60
- Electrified GV70

#### SUV-y
- GV70
- GV80
- GV80 Coupe

### Studyjne
- Genesis New York Concept (2016)
- Genesis GV80 Concept (2017)
- Genesis Essentia Concept (2018)
- Genesis Mint Concept (2019)
- Genesis X Concept (2021)
- Genesis X Speedium Coupe Concept (2021)
- Genesis X Convertible Concept (2022)
- Genesis Gran Turismo (2023)
- Genesis X Gran Berlinetta Concept (2024)
- Genesis Neolun (2024)
- Genesis X Gran Equtor (2025)